# Vordere Tormäuer
Koordinaten: 47° 55′ 1″ N, 15° 11′ 36″ O
Die Vorderen Tormäuer sind eine Felsformation, und Talabschnitt (als solcher auch Toreckklamm genannt) der Erlauf im Ötschergebiet in den Ybbstaler Alpen Niederösterreichs. Sie bilden den Kern des Naturparks Ötscher-Tormäuer.

## Lage und Landschaft

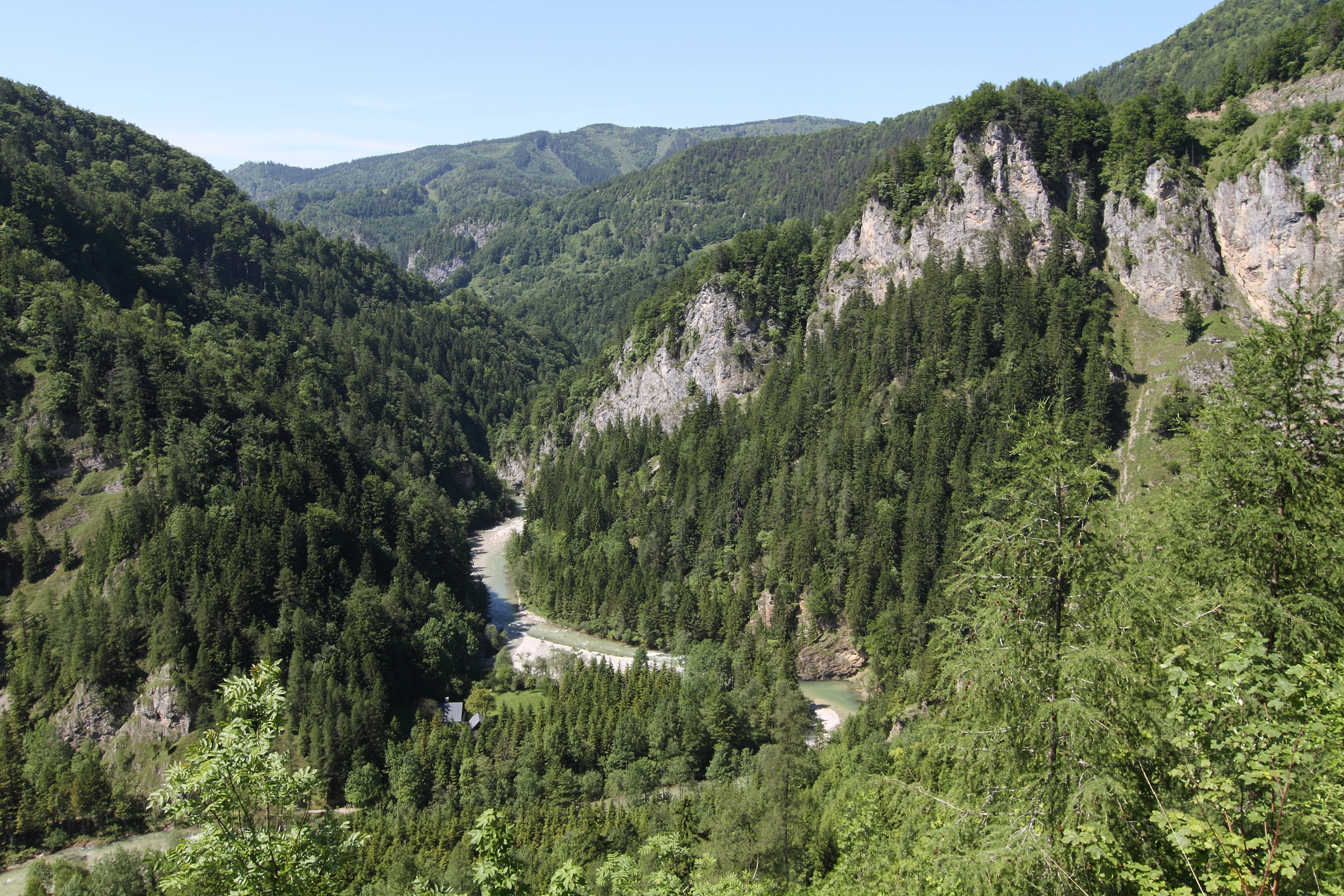
Erlauf bei Toter Mann (Fortsetzung der Tormäuerformation flussaufwärts, selbige im Hintergrund sichtbar; der Berg ist der Turmkogel)

Der Oberlauf der Erlauf ist ein enges Durchbruchstal und wird auf seiner Länge zwischen der Gegend Mariazell bis in die Nähe von Kienberg (Gemeinde Gaming) Tormäuer genannt. Der unterste Abschnitt sind die Vorderen Tormäuer. Insbesondere bezeichnet man so die 200 bis 400 Meter hohen Felsabbrüche, orographisch rechten Südabbrüche des Turmkogels (1130 m ü. A.), die sich vom Trefflingfall mit ihrem nordöstlichsten Pfeiler, dem Toreck, bis zum Dornreithgraben unterhalb des Falkensteins (Falkensteinhöhe, ca. 830 m ü. A.) erstrecken. Oberhalb der Wände befindet sich eine Talschulter, auf der die Höfe Ober- und Untereiben (578 m bzw. ca. 660 m ü. A.) und Unterfalkenstein (ca. 590 m ü. A.) der Ortschaft Anger (Gemeinde St. Anton a.d. Jeßnitz) liegen. In weiterem Sinne zählt man auch den Abschnitt zwischen Trübenbach und dem Eibenboden (Teufelskirche – Toter Mann – Trefflingbach) zu den Vorderen Tormäuern.

## Naturschutz

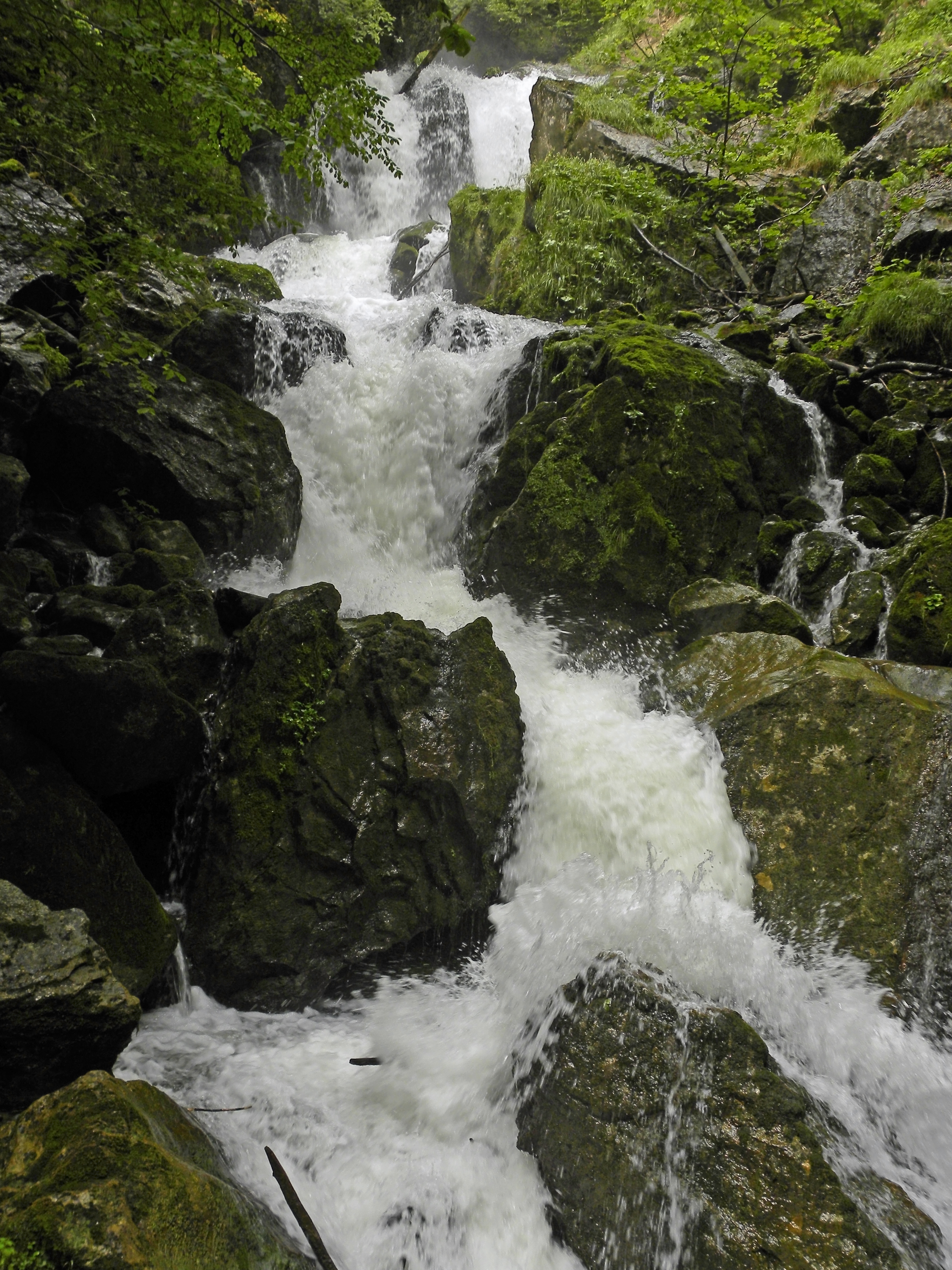
Trefflingfall, am Ostende der Formation

Die Tormäuer gehören zu den bedeutenden Naturräumen wie auch Geotopen der Eisenwurzen–Ötscher-Region. Es handelt sich um eine weitgehend naturbelassene Freifließstrecke. Wie in anderen Tälern gab es auch hier in der Nachkriegszeit Kraftwerksplanungen, 1966 wurden diese aber nach einer Unterschriftenaktion beiseite gestellt. Im Europäischen Naturschutzjahr 1970 wurde dann das Gebiet als Naturpark unter Schutz gestellt.

## Geologie
Die Tallandschaft ist ein Einschnitt der Erlauf in eine mächtige Platte Gutensteiner Kalk, Muschelkalkmassen mit aufgelagerten Lunzer Schichten, die man hier Reisalpendecke oder Annaberger Teildecke nennt.
In den Vorderen Tormäuern befinden sich etliche nennenswerte Höhlen, 
so die Eibenmühlenhöhle (Katasternummer 1836/182), 
die Urmannshöhle in der Urmannsau bei Kienberg (1836/32) 
und die 153 Meter lange Schreinerödhöhle im Falkenstein (1836/64), 
und zahlreiche Löcher. 
Auch der Gegenhang ist höhlenreich, allen voran die Ötscher-Tropfsteinhöhle im Steinbühel (Roßkogelgraben, 1824/10), wo auch zahlreiche andere Kleinhöhlen zu finden sind.

## Sport und Wandern
Das Tal ist bekanntes Wildwassersportgebiet, und unter Eiskletterern bekannt.
 
Der Talweg ist eine reizvolle Wanderung, und eine Variante des Österreichischen Weitwanderwegs 04 Voralpenweg.
Auch die Gebiete oberhalb der Wände sind leichtes Wandergebiet, insbesondere läuft hier der Nord-Süd-Weitwanderweg, der mit einer – mit 05,277 bezeichneten – Variante an der Wandkante ausmarkiert ist.